# 19-cm-Marinekanone Škoda vz. 1904
Die 19-cm-Marinekanone Škoda vz. 1904 war ein Schiffsgeschütz der österreich-ungarischen Marine, welches im Ersten Weltkrieg zum Einsatz kam.

## Entwicklung
1904 begann Škoda in Pilsen mit der Entwicklung eines Schiffsgeschütz mit dem Kaliber von 19 cm. Diese wurde, nach einigen Test, von der österreich-ungarischen Marine genehmigt und Škoda begann mit dem Bau. Das neue Geschütz erhielt die Bezeichnung 19-cm-Marinekanone Škoda vz. 1904. Insgesamt wurden 29 Stück davon hergestellt.

## Technische Beschreibung
Die 19-cm-Marinekanone Škoda vz. 1904 verwendete einen horizontal verschiebbaren Verschluss der deutschen Friedrich Krupp AG. Dadurch konnten Granaten mit Projektil und einer Hülse aus Messing verschossen werden. Die verwendete Munition bestand aus panzerbrechenden Granaten mit einem Gewicht von 97 kg, Spitzgranaten mit einem Gewicht von 90 kg und Schrapnellgranaten mit einem Gewicht von 49,2 kg.
Die Geschütze wurden entweder auf Sockellafetten mit einem halbrunden Schild in einzelnen Kasematten mittschiffs oder in einzelnen Geschütztürmen eingebaut. Das Geschützrohr bestand aus Stahl und hatte eine Länge von 7,4 m. Das gesamte Geschütz hatte ein Gewicht von 12,7 t. Da der Haupteinsatz gegen Seeziele gerichtet war, hatte das Geschütze einen Höhenrichtbereich von −5 bis +15 Winkelgrad. Bei einer Mündungsgeschwindigkeit von 800 m/s und einem Höhenrichtbereich von +13 Winkelgrad, konnten die Granaten bis zu 20 km weit gefeuert werden. Zu den Seiten konnten die Geschütze mittels Handräder zu je 60 Winkelgrad gedreht werden.

## Einsatz

### Österreich-Ungarn
Die 19-cm-Marinekanone Škoda vz. 1904 wurde auf den Schlachtschiffen der Erzherzog-Karl-Klasse und dem Panzerkreuzer Sankt Georg als Sekundärgeschütz eingebaut. Jedes Schlachtschiff verfügte insgesamt über zwölf dieser Marinekanonen, je vier an jeder Seite und vier als zwei Zwillingsgeschütztürme mittschiffs. Die Sankt Georg hatte fünf Kanonen. Vier davon standen in Kasematten und eines, welches zu den Seiten um je 150 Winkelgrad gedreht werden konnte, wurde auf einem Podest auf dem Heck verbaut.

### Königreich Italien
Nach dem Ende des Ersten Weltkrieges und der Kapitulation von Österreich-Ungarn, gelangten die Sankt Georg und die Erzherzog Ferdinand Max als Reparationszahlung nach Großbritannien. Die Schlachtschiffe Erzherzog Karl und die Erzherzog Friedrich gingen an Frankreich. Mit Ausnahme der Erzherzog Karl wurden alle Schiffe zwischen 1920 und 1921 an Italien zur Verschrottung geliefert.
Das Königreich Italien entfernte vorher die Geschütze und nutzte sie als Küstengeschütze weiter mit der Bezeichnung Cannone da 190/39. Während des Zweiten Weltkrieges wurden je zwei Batterien mit je zwei dieser Geschütze in Šibenik, Pula (Batterie Cappa) und Neapel (Batterie Caracciolo) eingesetzt. In der Nähe Tripolis, in Gargaresh und Sidi Azus, wurden zwei Batterien mit je vier Geschützen eingesetzt. Auch der Monitor GM 269 wurde mit zwei 190/39 ausgerüstet und während der Operation Grog, dem Beschuss von Genua und La Spezia eingesetzt.